# François Bocion

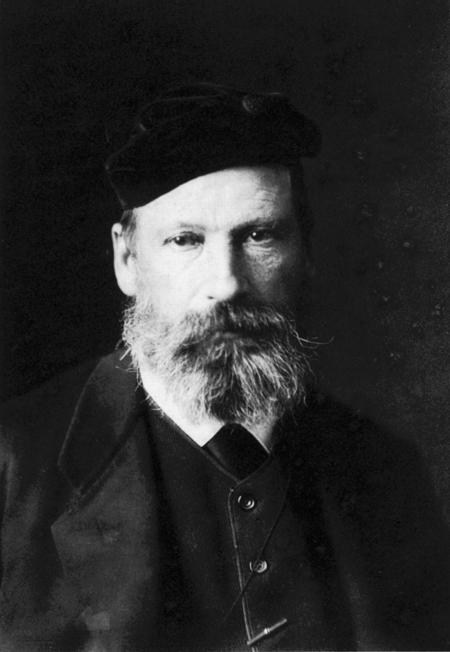
François Bocion fényképe, 1870 körül

François Bocion (teljes nevén: François-Louis David Bocion) (Lausanne, 1828. március 30. – Lausanne, 1890. december 13.) svájci festő és tanár.

## Életpályája
Lausanne-ban tanult, mielőtt 1845-ben Párizsba ment. Tífuszt kapott, ezért 1849-ben haza kellett térnie. Pályája elején főleg illusztrációkkal és történelmi festészettel foglalkozott, később azonban, nagyrészt Jean-Baptiste Camille Corot hatására – a tájképfestészet felé fordult. Legnevezetesebb alkotásai a Genfi-tavat ábrázolják.
Bocion közel negyven éven át tanított a Lausanne-i École Industrielle-ben. Híres tanítványai közé tartoztak az egyaránt Lausanne-i születésű Théophile Alexandre Steinlen és Eugène Grasset.

## Művei (válogatás)

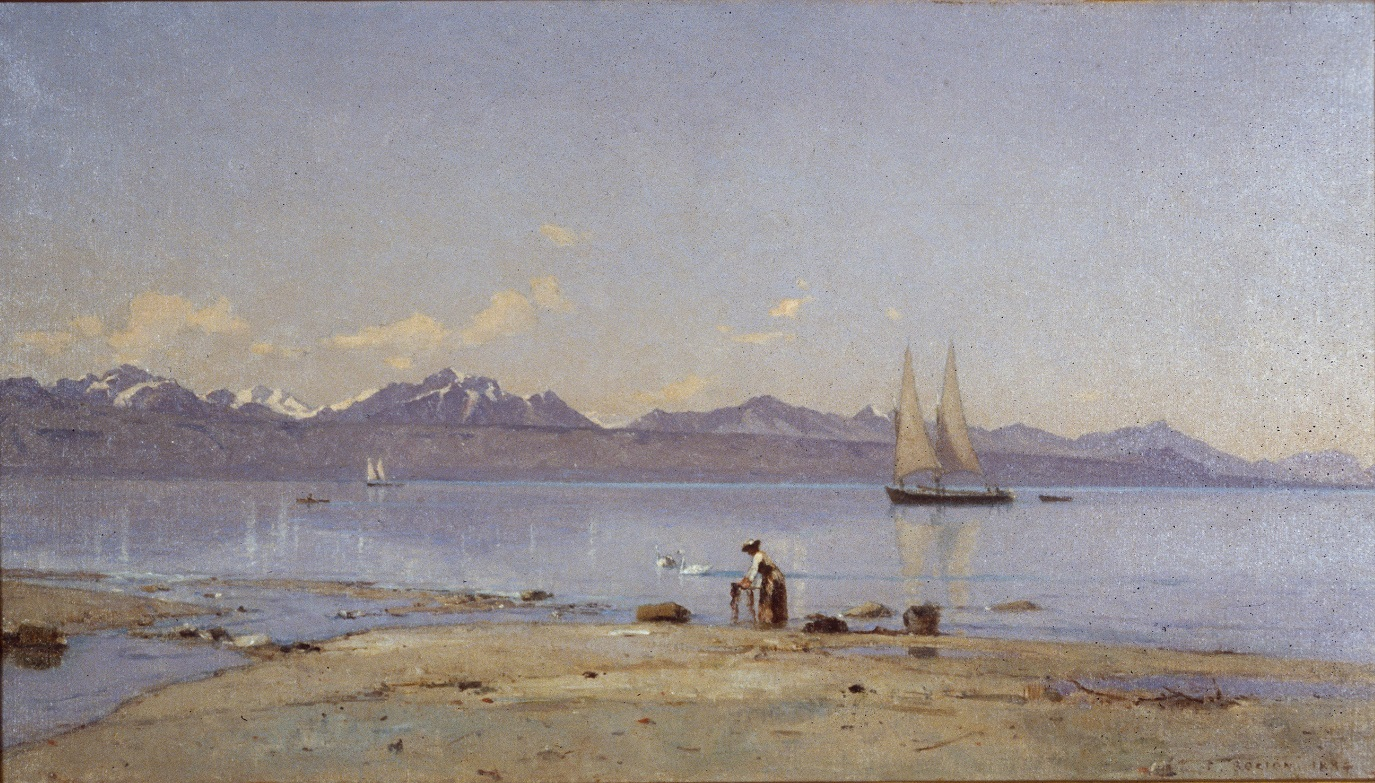
A Vuachère patak torkolata, olajfestmény, kb. 1860
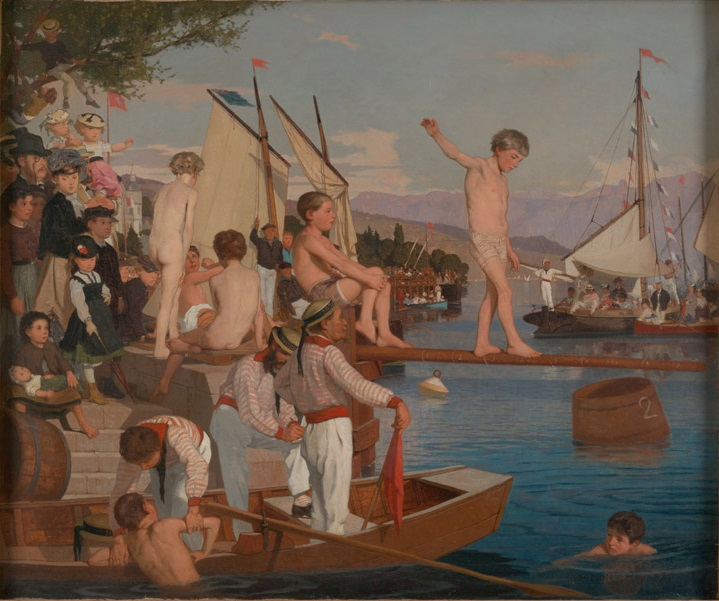
VÍzi játékok (Hajózás ünnepe), olajfestmény, 1870
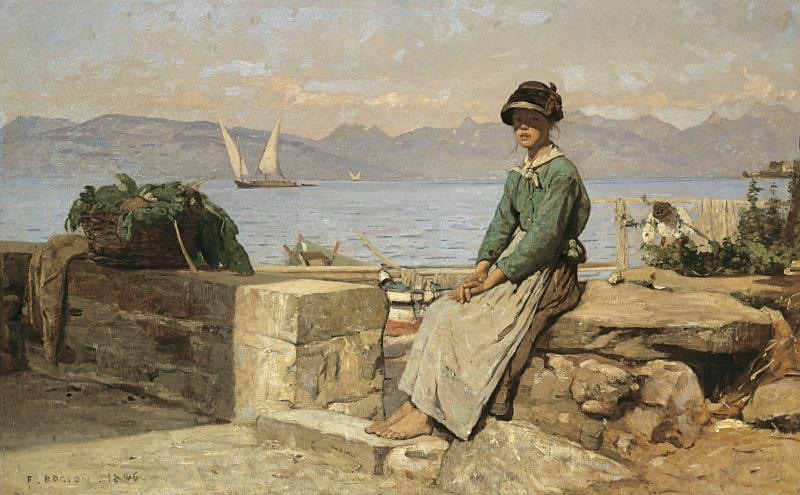
Fiatal lány a Tourronde kastély közelében, olajfestmény, 1886
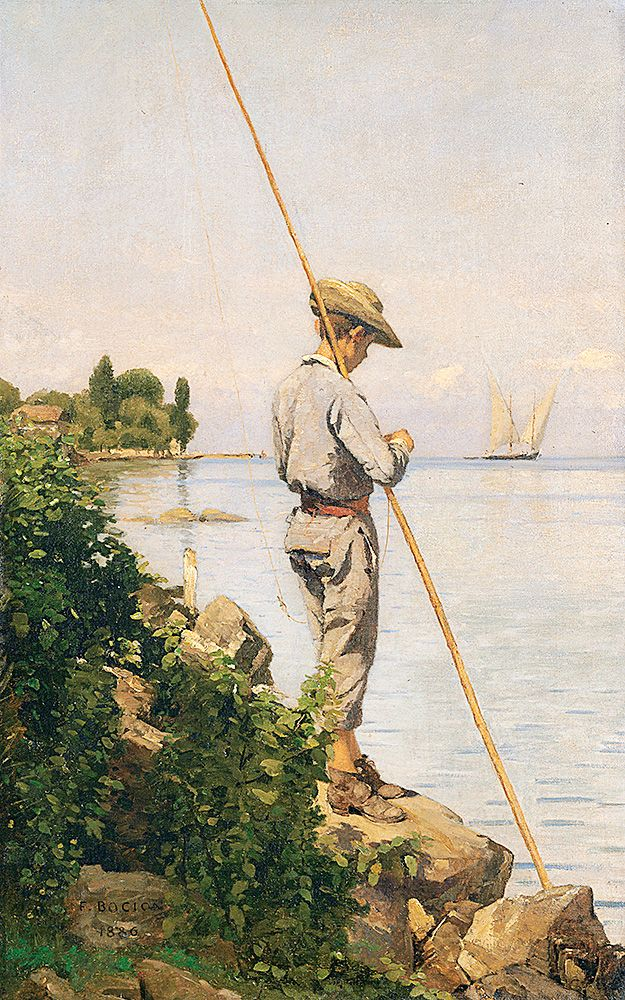
Horgász, olajfestmény, 1886